# Bernabé Rivera (Fußballspieler)
Bernabé Rivera Núñez (* 1900) war ein paraguayischer Fußballspieler. Der Stürmer gehörte zum Kader der paraguayischen Nationalmannschaft bei der ersten Fußball-Weltmeisterschaft 1930 in Uruguay.

## Karriere

### Verein
Rivera spielte auf Vereinsebene für den paraguayischen Klub Sportivo Luqueño. Genauere Informationen über seine Klubkarriere sind nicht dokumentiert.

### Nationalmannschaft
Rivera wurde für die paraguayische Nationalmannschaft bei der Fußball-Weltmeisterschaft 1930 in Uruguay nominiert. Er kam in den beiden Gruppenspielen gegen die USA und Belgien zum Einsatz. Paraguay schied mit einem Sieg und einer Niederlage nach der Vorrunde aus dem Turnier aus.